# Pollenia trifascia
Pollenia trifascia är en tvåvingeart som först beskrevs av Walker 1861.  Pollenia trifascia ingår i släktet vindsflugor, och familjen spyflugor. Inga underarter finns listade i Catalogue of Life.